# San Juan Bautista (Leonardo)
San Juan Bautista (en italiano, San Giovanni Battista) es uno de los últimos cuadros del pintor renacentista italiano Leonardo da Vinci, datado hacia 1513-1516, época en que el Alto Renacimiento estaba metamorfoseándose en el Manierismo. Está pintado al óleo sobre una tabla que mide 69 cm de alto y 57 cm de ancho. Se conserva en el Museo del Louvre de París (Francia).
Fue una de las últimas pinturas del autor y, sin duda, una de las más debatidas. Hay mucha polémica sobre el significado de la mano del santo apuntando hacia arriba, y su sonrisa enigmática ha provocado discusiones semejantes a las de la Mona Lisa.
El cuadro puede considerarse enteramente autógrafo. Es uno de los que Leonardo mostró al cardenal de Aragón, Antonio de Beatis, y de su séquito el 10 de octubre de 1517 en el Castillo de Clos-Lucé. A la muerte de Leonardo, fue heredado por Salai, cuyos herederos la vendieron; en 1666 pasó de la colección Jabach a Luis XIV, de donde pasó al Louvre.
Representa a Juan el Bautista en la soledad del desierto. Está representado de medio cuerpo, una variación sobre el tema de la figura construida clásica y monumentalmente en el espacio en directa sugestión de los modelos de la estatuaria antigua.
San Juan viste pieles y tiene largo pelo rizado. Sostiene una cruz de junco en su mano izquierda mientras que la derecha apunta hacia el cielo. Se cree que la cruz y las pieles se añadieron más adelante por otro pintor. La figura está envuelta en una mórbida sombra. Mientras que el tronco tiene una cierta solidez y fuerza, el rostro y la expresión tienen una delicadeza y misteriosa suavidad que parecen contradecir la personalidad de Juan, el intransigente y abstemio predicador en el desierto, como lo describe la Biblia. Puede ser que haya escogido retratar al santo en el momento de bautizar a Jesucristo, el momento en el que el Espíritu Santo desciende sobre Jesús en forma de paloma. La expresión del rostro, lánguida y ambigua, es típica de las últimas obras de Leonardo. La mirada es estrábica, pues muestra la embriaguez de amor (Baco); el índice señala hacia el cielo, pues el amor solo se completa en Dios, según enseña Platón.
Algunos han indicado, igualmente, que la apariencia de san Juan es andrógina o hermafrodita , una teoría apoyada por un esbozo de Leonardo conocido como "El ángel encarnado", y el Salvator Mundi.
El gesto de señalar al cielo sugiere la importancia de la salvación a través del bautismo que san Juan representa. La obra es a menudo repetida por otros pintores posteriores, especialmente aquellos de las escuelas del renacimiento tardío y el manierismo. La inclusión de un gesto similar al de Juan incrementaría la importancia de una obra con un sentido religioso.